# Un scandale
Pour plus de détails, voir Fiche technique et Distribution.
Un scandale (رسوایی, Rosvaei) est un film iranien réalisé par Massoud Dehnamaki (fa) en 2012.

## Synopsis
Afsaneh, fille d’un quartier démuni du sud de Téhéran, ambitieuse, et intrigante, sait se frayer un chemin grâce à sa beauté et attirance physique. Afsaneh habite dans une pièce que sa mère a louée, et le propriétaire, Monsieur Sharif, veuf depuis quelques années, est attiré lui aussi par les charmes de la jeune fille.

## Fiche technique
- Titre : Un scandale
- Titre original : رسوایی (Rosvaei)
- Réalisation : Masoud Dehnamaki
- Scénario : Masoud Dehnamaki
- Musique : Pirooz Arjmand
- Photographie : Farshad Golsefidi
- Montage : Meysam Hashemzadeh et Seyed Meysam HashemZadeh
- Production : Masoud Dehnamaki
- Pays :  Iran
- Genre : Comédie dramatique
- Durée : 102 minutes
- Dates de sortie : 
  -  Iran : 13 mars 2013

## Distribution
- Akbar Abdi : Haj Yousef
- Elnaz Shaker Doust : Afsaneh
- Esmaeel Khalaj : Mirza
- Mahbubeh Bayat : la mère d'Afsaneh
- Kamran Tafti : Jaafar
- Maryam Kavyani : la secrétaire de M. Sharif
- Amir Noori : l'officier de police
- Arsalan Ghasemi : Hamed
- Majid Moshiri : Cabby
- Tina Akhondtabar : Azita
- Mahsa Kamyabi : Roya
- Arezoo Afshar : la femme pauvre
- Mojtaba Amini : l'étudiant de Haj Yusef